# 九龍公眾殮房

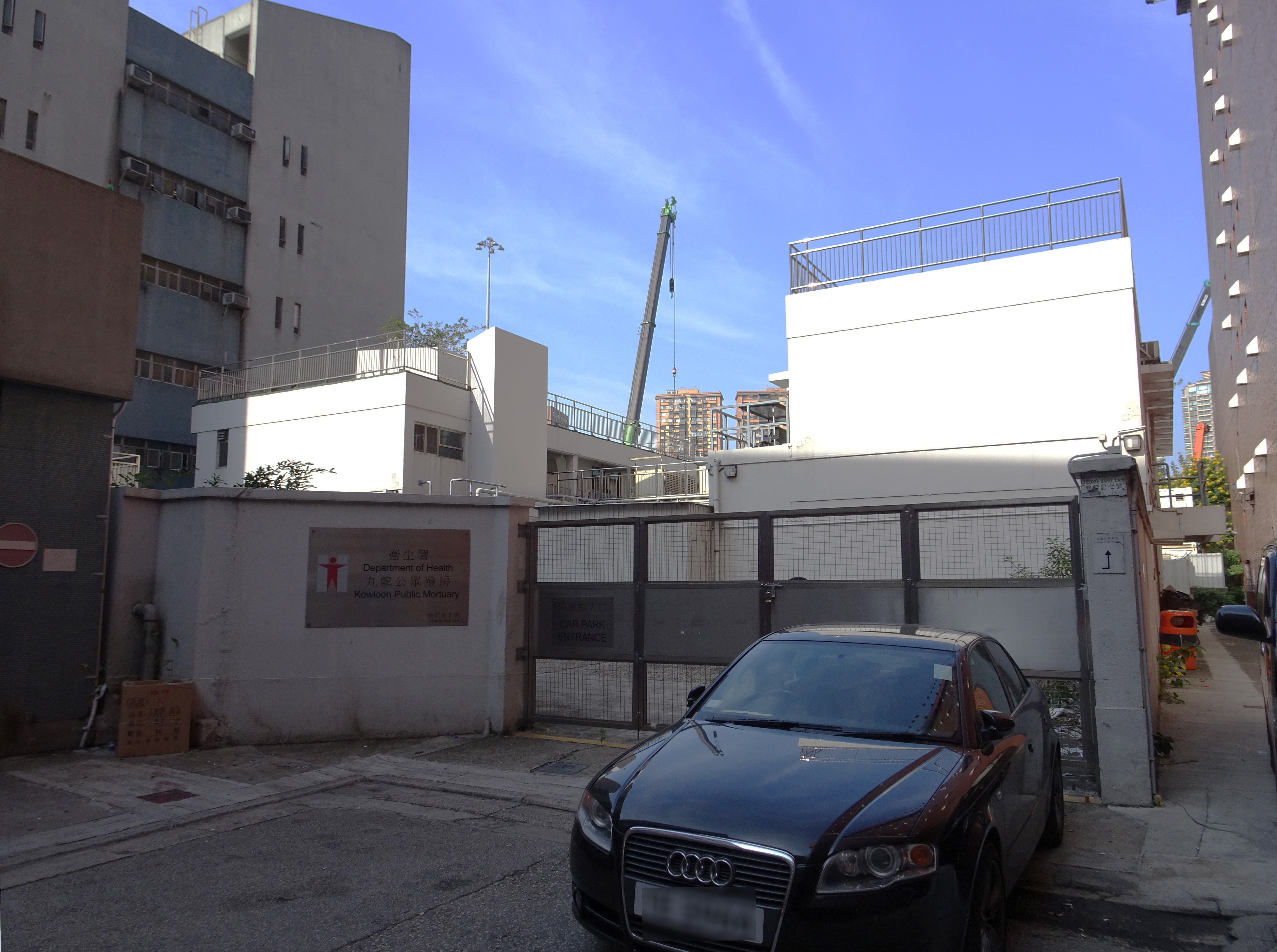
九龍公眾殮房

九龍公眾殮房（英語：Kowloon Public Mortuary）是香港一個公眾殮房，位於香港九龍紅磡暢行里7號（寰宇殯儀館旁），由衞生署管理，1958年11月4日建成。自從2005年9月5日葵涌公眾殮房全面啟用後，九龍公眾殮房變為後備，只留作屍體儲存應急之用。九龍公眾殮房可存放72具遺體。

## 歷史
九龍公眾殮房原址位於油麻地窩打老道，現址為油麻地消防局。由於過份接近民居與學校等機構，因此自1953年10月起，政府已有計劃將殮房由油麻地遷移至紅磡。1958年3月8日，斥資27.5萬港元興建的紅磡新殮房開工，樓高兩層，設有冷氣停屍間，可收容40具屍體，並設有化驗室和驗屍室各一間，以及職員宿舍5間。同年11月4日，新殮房建成啟用，舊殮房隨即關閉。

## 參看
- 域多利亞公眾殮房
- 葵涌公眾殮房
- 新界（沙田）法醫學大樓

## 外部連結
- 香港衞生署法醫科：九龍公眾殮房 （页面存档备份，存于）